# Arpa jarocha
L'arpa jarocha è una grande arpa di legno che normalmente viene suonata stando in piedi, sebbene i primi esempi dal XVI secolo, ai primi tre o quattro decenni del XIX secolo fossero più piccoli e venivano suonati seduti. Ha una cornice di legno, un risuonatore, una tavola armonica piatta, 32-36 corde di nylon (in origine corde di budello) e non ha pedali. Questa arpa è sintonizzata diatonicamente su cinque ottave. La parte superiore della sua tavola armonica a volte si inarca verso l'esterno a causa della tensione delle corde. A differenza di altre arpe messicane, l'arpa jarocha ha i suoi fori sonori situati sul retro della tavola audio invece che sul davanti.

## Come viene suonata
Come precedentemente affermato, l'arpa jarocha era una volta comunemente suonata seduti, analogamente al suo antenato, l'arpa spagnola del XVI secolo. Nei tempi moderni, a partire dagli anni '40 circa, l'arpa jarocha è stata costruita su scala più grande, seguendo il modello generale delle arpe messicane occidentali di Jalisco e Michoacan. Uno dei primi artisti discografici del genere, Andres Huesca, usò effettivamente un'arpa Michoacán, grazie al miglior volume per la registrazione. L'esecutore usa una mano per suonare la linea di basso sulle corde basse, e usa l'altra mano per suonare melodie arpeggiate sulle corde più alte. La tavola armonica è famosa anche perché può essere utilizzata come dispositivo percussivo, sebbene sia raro. Questa pratica in ogni caso è comune nei gruppi Tierra Caliente di Michoacán.

## Dove e quando viene suonata
L'arpa è uno degli strumenti principali usati nel conjunto jarocho; un tipo di gruppo folk messicano. Lo stile musicale in cui anche si può ascoltare l'arpa jarocha quello dei "sones jarochos", che mescola ritmi spagnoli e africani. All'interno di questo genere, l'arpa tipicamente fornisce le melodie principali, mentre strumenti come la jarana jarocha e il requinto jarocho forniscono ritmi e contro-melodie.

## Origini
L'arpa jarocha è di Veracruz, Messico. una delle varie forme di arpa che si è evoluta da modelli introdotti dalla Spagna nel XVI secolo, e si rintraccia anche più indietro fino agli arabi che avevano occupato la Spagna per 700 anni.
Gli indigeni di Veracruz non avevano mai visto strumenti a corde prima della Conquista, e adattarono rapidamente la loro versione che divenne uno strumento fondamentale usato in molti gruppi musicali diversi a Veracruz, ma anche nel resto del Messico e nell'America Latina.

## Fraintendimenti
Alcune fonti affermavano che l'arpa jarocha era usata nello Jalisco, nel Michoacán e tra gli indiani Chamula. Questo non è corretto, ciascuna di queste regioni ha sviluppato il proprio adattamento dell'arpa spagnola barocca. Inoltre ci sono state arpe regionali nello Zacatecas e nel nord con gli indiani Yaqui del deserto settentrionale e sud-ovest degli Stati Uniti.

## Chi la suona
Sia gli uomini che le donne suonano questo strumento, anche se una percentuale maggiore sono gli uomini.

## Dove la si può trovare oggi?
L'arpa jarocha si può trovare a Città del Messico, Tijuana, California meridionale ed in molte altre località

## Strumenti simili
Ci sono più varianti dell'Arpa, a seconda di dove proviene. Arpa LLanera, Arpa Aragüeña, Arpa Criolla originarie del Venezuela, l'Arpa Indígena originaria del Perù e l'Arpa Paraguaya originaria del Paraguay.